# チャスラフスカ (小惑星)
チャスラフスカ (26986 Cáslavská) は小惑星帯に位置する小惑星。チェコのオンドジェヨフ天文台でレンカ・シャロウノヴァーが発見した。
チェコスロバキアの体操選手で、1964年東京オリンピック、メキシコシティオリンピックで多くの金メダルを獲得したベラ・チャスラフスカから命名された。